# الجبهة الشعبية لتحرير فلسطين
الجبهة الشعبية لتحرير فلسطين هو فصيلٌ فلسطينيٌ يساريٌ عضوٌ في منظمة التحرير الفلسطينية. تأسست الجبهة في 11 كانون أول/ديسمبر 1967 امتدادًا للفرع الفلسطيني من حركة القوميين العرب التي انهارت بعد هزيمة حزيران 1967.
تأسست الجبهة الشعبية بلقاء قيادات الفرع الفلسطيني من حركة القوميين العرب، على رأسهم مؤسس الحركة وزعيمها السابق د. جورج حبش، ومصطفى الزبيري المعروف بأبو علي مصطفى، ووديع حداد وأحمد اليماني وحسين حمود (أبو أسعد)، ونايف حواتمة الذي انشق لاحقا ليؤسس الجبهة الديمقراطية لتحرير فلسطين، ومحمد القاضي الذي تنحى لاحقا في منتصف السبعينيات ولم يشغل أي منصب قيادي بالحركة، التقت بقيادات من مجموعات فلسطينية أخرى منها جبهة التحرير الفلسطينية (أحمد جبريل الذي انفصل لاحقا ليؤسس الجبهة الشعبية لتحرير فلسطين - القيادة العامة) ومنظمة «أبطال العودة» (فايز جابر، صبحي التميمي) وبعض المستقلين.:73-77:218-218، 257-259
بدأت الجبهة العمل العسكري انطلاقًا من رؤية تقضي بضرورة اعتماد الفلسطينيين على قواهم الذاتية من أجل تحرير فلسطين بعد هزيمة النظام العربي في حرب عام 1967، وتأثرت وتجارب حرب العصابات في حركات التحرر العالمية كالتجربة الفييتنامية والكوبية.

## الجبهة الشعبية ومنظمة التحرير
انضمت إلى منظمة التحرير الفلسطينية عام 1968 مع سيطرة فصائل العمل المسلح عليها بعد معركة الكرامة في آذار/مارس من نفس العام، وحافظت الجبهة على عضويتها في المنظمة رغم خلافاتها مع ياسر عرفات في المواقف السياسية.

## قيادة الجبهة

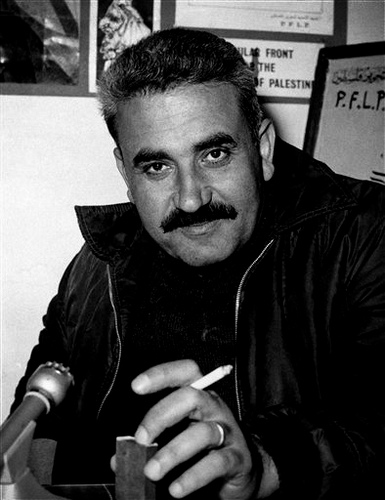
جورج حبش

تولى الأمانة العامة منذ تأسيس الجبهة جورج حبش إلى أن تنحى في مؤتمرها السادس عام 2000 ليخلفه مصطفى الزبري (أبو علي مصطفى) الذي عاد إلى مناطق الحكم الذاتي الفلسطيني واغتيل يوم 27 أغسطس 2001. خلفه احمد سعدات الذي اعتقلته السلطة الفلسطينية بعد أن اتهمته وزملاءه إسرائيل بالوقوف وراء اغتيال وزير السياحة الإسرائيلي رحبعام زئيفي ردا على اغتيال أبي علي مصطفى. حوكم سعدات و4 من أعضاء الجبهة الشعبية وسجنوا في سجن اريحا الفلسطيني ووضع تحت حراسة رجال أمن بريطانيين وأمريكان بعد صفقة بين رئيس السلطة الفلسطينية وكل من الولايات المتحدة وبريطانيا وإسرائيل، وبالمقابل خففت إسرائيل حصارها عن عرفات، في العام 2006 اقتحمت القوات الإسرائيلية سجن أريحا واختطفت سعدات ورفاقه، وحكمت عليم بالسجن المؤبد، وهم اليوم سجناء في سجن عوفر. ظل أحمد سعدات في منصب الأمين العام، فيما تولى القيادة خارج السجن نائبه عبد الرحيم ملوح.

## الجبهة والماركسية
تبنت الجبهة الماركسية اللينينية رسميا في مؤتمرها الثاني في شباط/فبراير 1969، وكانت أدبياتها في تلك المرحلة أقرب إلى أفكار ماوتسي تونغ والتجربة الصينية.: 248-350 لاحقا تقاربت الجبهة مع الاتحاد السوفييتي والكتلة الشرقية بعد مؤتمرها الثالث عام 1972 الذي تخلت فيه عن خطف الطائرات، وتطورت العلاقات بعد التحولات في الموقف المصري عام 1977 وزيارة الرئيس المصري أنور السادات للقدس.:165-166 وبدأت تعرف منظمة ماركسية لينينية بالفهم السوفييتي. بعد انهيار المعسكر الاشتراكي ظلت الجبهة مسترشدة بالفكر الماركسي اللينيني.

## الجبهة الشعبية والعمل العسكري
تتبنى الجبهة الشعبية منذ تأسيسها الكفاح المسلح من أجل تحقيق أهدافها السياسية.

### العمل الفدائي

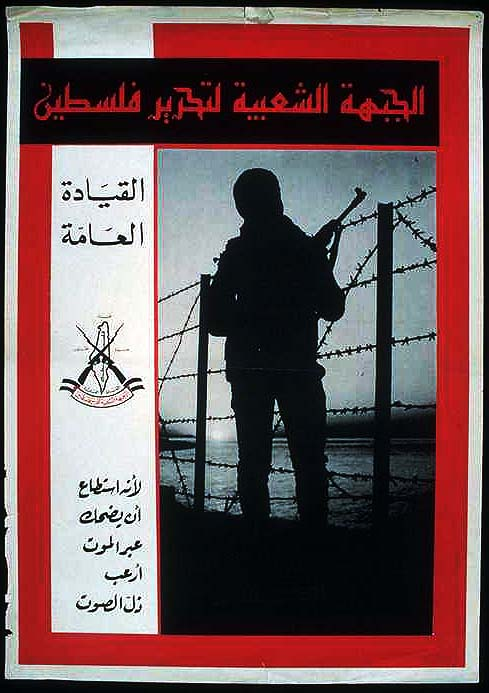
ملصق صادر عن الجبهة الشعبية لتحرير فلسطين - القيادة العامة.

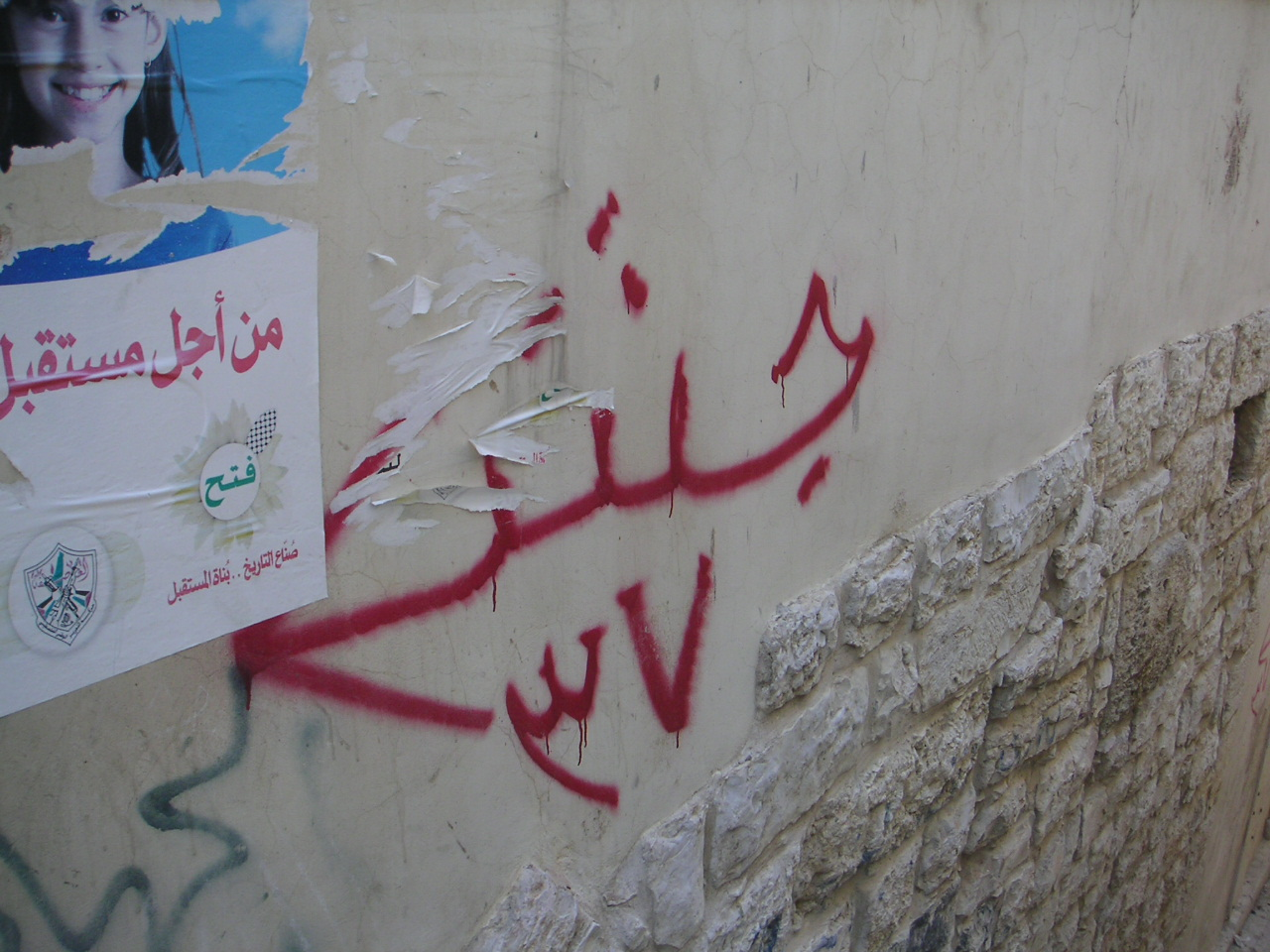
شعار الجبهة في أحد شوارع بيت لحم

قام تنظيم الجبهة العسكري على تنظيم حركة القوميين العرب التي دربت عددا أعضائها، قبل حرب 1967، في معسكر أنشاص في مصر:182:61-62؛ وبعضهم الآخر سرا في الأردن:41-48. بعد الحرب، وبعد معركة الكرامة بالذات، افتتحت معسكرات للتدريب، في سوريا، ثم في الأردن، ثم في لبنان وتدفقت المساعدات العربية للفصائل الفدائية الفلسطينية واشترك بعض أعضائها وضباطها في الدورات، التي كانت توفرها لهم منظمة التحرير الفلسطينية، في الدول الصديقة. وكذلك، أرسلت الجبهة مقاتليها إلى الاتحاد السوفيتي، ودول أوروبا الشرقية، للتدريب هناك. كانت معظم أسلحة الجبهة الشعبية أسلحة خفيفة، حصلت عليها، قبْل حرب يونيه 1967، من مصدرَين رئيسيَّين، هما: مصر وجيش التحرير الفلسطيني، وبقايا الأسلحة والذخائر، التي تركت في ساحات حرب 1967، أو تلك التي بقيت في مستودعات الجيش المصري وجيش التحرير الفلسطيني، في قطاع غزة. وكذلك قامت بشراء أسلحة من السوق السوداء.:269 ولم يطرأ على تسليح الجبهة، حتى منتصف السبعينيات، تغيير مهم، إلا الحصول على بعض المدافع الخفيفة. أمّا في خارج الأرض المحتلة، فكانت تحصل على مستلزمات قواتها العسكرية من العراق؛ ومن الأسواق الحرة في حالات نادرة. واستمرت في اعتمادها على بغداد، لفترة طويلة، ثم تلقت الأسلحة من ليبيا، بعد عام 1978. وبعد توقيع الاتفاقية المصرية ـ الإسرائيلية (كامب ديفيد)، حصلت الجبهة على الأسلحة من كوريا الشمالية والاتحاد السوفيتي، ودول أوروبا الشرقية.
أرسلت الجبهة فور تأسيسها عددا من القياديين للبدء ببناء خلايا عمل عسكري داخل الأرض المحتلة بقيادة أحمد خليفة وتيسير قبعة وأسعد عبد الرحمن، واعتمدت على أرضية حركة القوميين العرب التنظيمية القائمة، إلا أن هذه المحاولات الأولى باءت بالفشل وتم اعتقال جزء مهم من أعضاء هذه الخلايا بعد محاولة شن هجوم على مطار اللد.:256، 259
شاركت الجبهة مع باقي الفصائل الفلسطينية في العمل الفدائي عبر الحدود الأردنية واللبنانية وكانت إلى جانب حركة فتح ثاني أكبر فصيل فلسطيني، وقادت العمل العسكري في قطاع غزة حيث استفادت من وجود كوادر القوميين العرب القوي وبقايا جيش التحرير الفلسطيني، وكان من أبرز قيادييها في القطاع محمد الأسود الذي تلقبه أدبيات الجبهة ب«غيفار غزة».:262-264، 422
بعد الخروج من الأردن بعد أحداث أيلول الأسود 1970واصلت الجبهة العمل العسكري عبر الحدود اللبنانية وداخل الأرض المحتلة وشاركت في المعارك التي خاضها الفلسطينيون في لبنان على مختلف جبهات القتال.

### «العمليات الخارجية»
الجبهة الشعبية كانت أول فصيل فلسطيني ينفذ عملية اختطاف طائرة، وهي عملية نفذها فلسطينيان في 23 تموز/يوليه 1968 تمكنا من السيطرة على طائرة تابعة للخطوط الإسرائيلية «العال» وإجبارها على الهبوط في الجزائر:322-323، أما العملية الأشهر فقد نفذتها في 4 أيلول/سبتمبر 1969 الفلسطينية ليلى خالد. دُربت خالد في أحد معسكرات الجبهة في الأردن بقيادة محمد القاضي. في 29 أغسطس 1969 قامت ليلى بمساعدة سليم العيساوي بخطف طائرة ركاب أمريكية للرحلة رقم 840 التي تصل خط لوس انجلس/تل أبيب. حيث قاما بالصعود إلى الطائرة عند مرورها من روما، وبعد مرور نصف ساعة على صعودهم للطائرة قاما بتغيير مسار الرحلة إلى دمشق بسوريا حيث أخرجا الركاب الـ116 وفجرا الطائرة. وشاركت ليلى خالد في أيلول/سبتمبر 1970 في عملية اختطاف ثانية محاولة لتغيير ملامحها عبر عملية جراحية تجميلية. نفذت الجبهة في الأعوام 1968 و1969 سلسلة من عمليات التي استهدفت مكاتب وخطوط طيران إسرائيلية وغربية في عدة مدن أوروبية، وفي 6 أيلول/سبتمبر 1970 نفذت الجبهة عملية مركبة حاولت فيها اختطاف أربع طائرات وتوجيهها إلى مطار صحراوي أعد سلفا في الأردن. الأولى كانت محاولة لاختطاف طائرة تابعة لشركة «العال» الإسرائيلية شاركت فيها ليلى خالد التي توجهت إلى فرانكفورت مع المناضل النيكاراغوي باتريك أرغويلو، وانتهت العملية بكارثة إذ قتل أرغوليو برصاص الأمن وأسرت هي لدى الشرطة البريطانية ليفرج عنها بعد شهر في عملية تبادل لتحرير مخطوفي الطائرات الأخرى. الطائرة الثانية كانت تابعة لشركة بان أميريكان الأمريكية واختطفت نحو مطار القاهرة أما الطائرتان الأخريان (واحدة لشركة تي دلبيو إيه الأمريكية، وواحدة للخطوط السويسرية) فقد اختطفتا نحو المطار المذكور، وفجّر الخاطفون الطائرات الثلاث بعد إخلائها من الركاب. نفذت هذه العملية في سياق رد الفعل الفلسطيني المعترض على موافقة عبد الناصر على مشروع روجرز للسلام، حيث أشار متحدثها غسان كنفاني في مقال في صحيفة الجبهة «الهدف» يوم 5 أيلول/سبتمبر إلى ضرورة «رفض وقف إطلاق النار بمختلف الوسائل المتاحة». أدت هذه العملية إلى تسريع انفجار الموقف المحتقن في الأردن، حيث اتجه النظام الأردني نحو حسم الصراع مع الفلسطينيين، وساعده طابعها المعادي لتوجه عبد الناصر السياسي وقتها على تأمين ضوء اخضر عربي لضرب المنظمات الفلسطينية في الأردن، في ما عرف وقتها ب«أيلول الأسود» الذي أخرجت عقبه المنظمات الفلسطينية من الأردن.:380-382
اعتبرت الجبهة القضية الفلسطينية قضية أممية واستقطبت ناشطين من مختلف أنحاء العالم، منهم وكان الفنزويلي كارلوس والجواتيمالي أغويريو، وتعاونت في مطلع السبعينيات مع منظمات يسارية أممية مسلحة مثل الجيش الجمهوري الأيرلندي ومنظمة بادر/ماينهوف الألمانية والألوية الحمراء الإيطالية، ونفذت هجمات في مختلف دول العالم كان من أشهرها هجوم نفذته عام 1972 بالتعاون مع الجيش الأحمر الياباني في مطار مطار اللد، وآخر في نفس العام بالقنابل اليدوية على قاعة سينما في تل أبيب، في ما عرفته الجبهة بـ«عملية الشهيد غسان كنفاني» الذي قد اغتالته إسرائيل في تموز/يوليه من نفس العام. إلا أنها قامت في مؤتمرها الثاني عام 1972 بمراجعة تخلت على إثرها عن عمليات خطف الطائرات وأدت إلى انفصال ما عرف ب«الجهاز الخاص» عنها بقيادة وديع حداد الذي واصل «العمليات الخارجية» خارج إطار الجبهة.

### العمل المسلح في لبنان
شاركت الجبهة في الحرب الأهلية اللبنانية وفي مقاومة الاجتياحات الإسرائيلية في عامي 1978 و1982 حيث أدى الغزو الإسرائيلي وحصار بيروت إلى إخراج الفصائل الفلسطينية من لبنان، وتوجه جسم الجبهة العسكري الأهم إلى قواعد في سوريا واليمن الجنوبي، فيما انتقلت قيادتها السياسية إلى دمشق. في الثمانينيات شاركت الجبهة في حرب المخيمات في لبنان في مواجهة حركة أمل.

### انتقال مركز الثقل إلى الأرض المحتلة
في الثمانينيات انتقل مركز العمل الفلسطيني إلى الأرض المحتلة. نفذت الجبهة عمليات قتالية ضد الجيش الإسرائيلي واغتالت عام 1986 رؤساء بلديات فلسطينيين أبرزهم رئيس بلدية نابلس ظافر المصري بداعي اشتراكهم في مشاريع الحكم الذاتي التي اعتبرتها الجبهة تصفوية. شاركت الجبهة في الانتفاضة الفلسطينية الأولى (1988-1993) وانضمت إلى القيادة الوطنية الموحدة التي شكلتها فصائل منظمة التحرير الفلسطينية، وأسست مجموعات للعمل المسلح تحت مسمى «النسر الأحمر».:888
رغم معارضتها لاتفاق أوسلو 1993 عاد في الأعوام 1998-1999 جزء مهم من قيادات الجبهة، وعلى رأسهم نائب الأمين العام وقتها (أبو علي) مصطفى الزبيري إلى مناطق سلطة الحكم الذاتي الفلسطيني، فيما أكد مؤتمر الجبهة السادس في نيسان/أبريل 2000 انتقال العمل السياسي إلى الأرض المحتلة وانتخب ابوعلي مصطفى أمينا عاما، وبالفعل شاركت الجبهة في الانتفاضة الفلسطينية الثانية (انتفاضة الأقصى) التي اندلعت في أيلول/سبتمبر من نفس العام واغتيل أبو على مصطفى يوم 27 آب/أغسطس عام 2001، وردت الجبهة باغتيال وزير السياحة الإسرائيلي رحبعام زئيفي.:256-258
سمت الجبهة جناحها العسكري في المناطق الفلسطينية بـ«كتائب الشهيد أبو علي مصطفى» وشاركت في المواجهات العسكرية التي التي خاضها الفلسطينيون من قطاع غزة مع الجيش الإسرائيلي، وتبنت في حرب غزة عام 2008 إطلاق صاروخ سقط في مدينة بئر السبع.

## الموقف من المفاوضات العربية الإسرائيلية
تعرف الجبهة الشعبية نفسها بأنها 
«حزب سياسي كفاحي يعمل لتوعية وتنظيم وقيادة الجماهير الفلسطينية من أجل استعادة الحقوق الوطنية الفلسطينية وفي مقدمتها حق العودة وتقرير المصير وإقامة الدولة المستقلة وعاصمتها القدس كهدف مرحلي على طريق تحرير كامل التراب الوطني الفلسطيني، وإقامة دولة فلسطين الديمقراطية التي يعيش مواطنيها جميعاً بمساواة كاملة بدون تمييز في الحقوق والواجبات وبمعزل عن اللون والعرق والجنس والمعتقد. وهو يناضل من أجل إقامة مجتمع اشتراكي خال من الاستغلال، قائم على المبادئ الديمقراطية والإنسانية على طريق تحقيق مجتمع عربي اشتراكي موحد»
وترفض بناء على ذلك اتفاقيات وقعتها منظمة التحرير واعتبرتها الجبهة تنتقص من حقوق الشعب الفلسطيني.
بعارضت الجبهة التوجهات الرسمية العربي للتفاوض مع إسرائيل بعد حرب أكتوبر 1973 واختلفت مع قيادة منظمة التحرير التي فضلت التعامل مع الوضع المستجد، فرفضت الجبهة المبادرة السياسية التي قدمتها الجبهة الديمقراطية وحركة فتح القائمة على " حق تقرير المصير للشعب الفلسطيني، ورفض عودة الحكم الأردني إلى الضفة الغربية"، معتبرة مشاركة الفلسطينيين في مفاوضات على أرضية قرار مجلس الأمن 242 تنازلا عن فلسطين التاريخية. وافقت الجبهة بعد جدل طويل المجلس الوطني الفلسطيني الذي عقد في الجزائر في أكتوبر 1974 على مقترح "قيام سلطة وطنية على كل جزء يتم تحريره.. مع مواصلة النضال انطلاقا منه"، إلا أنها أنسحبت بعد شهرين من لجنة منظمة التحرير التنفيذية ومجلسها المركزي بسبب ما رأته انحرافا من جانب قيادة منظمة التحرير نحو المشاركة في الحل التفاوضي، وحذّر أمينها العام جورج حبش أن وتخوفا من تحول الحل "المؤقت" إلى حل دائم، وشكلت تحالف 'جبهة الرفض" منظمات فلسطينية رافضة للحل التفاوضي، وهي الجبهة الشعبية-القيادة العامة، وجبهة النضال الشعبي والصاعقة.
عاد التقارب مع قيادة منظمة التحرير بعد الوضع الجديد الذي نشأ عن زيارة أنور السادات والتحول الجذري في الموقف المصري، فحُلّت جبهة الرفض من أجل تشكيل ما سمي بجبهة الصمود والتصدي التي تأسست في اجتماع طرابلس الذي حضرته فصائل جبهة الرفض وفتح والجبهة الديمقراطية، وقادة كل من سوريا وليبيا والجزائر واليمن الديمقراطي الذين عارضوا توجهات أنور السادات، ونتج عن هذا اللقاء برنامج يرفض الاعتراف بإسرائيل ويقاطع نظام السادات، وفي عام 1979 عادت الجبهة إلى لجنة منظمة التحرير التنفيذية. شهدت تلك الفترة تقاربا مع ليبيا، وتحالفا موضوعيا مع يسار فتح من أجل تغيير جذري في منظمة التحرير، ويعزو حبش عدم تكلل هذه الجهود بالنجاح إلى تدخلات النظام السوري عبر الفصائل المتحالفة معه. بادرت الجبهة إلى تأسيس تحالفات سياسية ضد خط التفاوض الذي كانت تمثله قيادة منظمة التحرير.: 126-134:347-348
عارضت الجبهة، ومنظمة التحرير الفلسطينية ككل اتفاقية كامب ديفيد التي وقعها الرئيس المصري الراحل أنور السادات مع إسرائيل، وهاجمت توجهات قيادة منظمة التحرير نحو حل تفاوضي بعد خروجها من بيروت 1982، وشاركت الجبهة في تحالف فصائل الرفض في دمشق، واغتالت عام 1986 رؤساء بلديات فلسطينيين أبرزهم رئيس بلدية نابلس ظافر المصري، بداعي اشتراكهم في مشاريع الحكم الذاتي التي اعتبرتها الجبهة تصفوية وتهدف إلى إيجاد قيادة فلسطينية بديلة لمنظمة التحرير.: 822-823، 854
في التسعينيات شاركت الجبهة مجموعة الفصائل العشرة التي أعلنت من دمشق رفضها لعملية المفاوضات التي شاركت فيها المنظمة. كما عارضت وبشدة الاتفاقيات الموقعة بين منظمة التحرير الفلسطينية وإسرائيل المتمثلة باتفاقية أوسلو وما تمخض عنها.

## انشقاقات عن الجبهة
حدثت عدة انشقاقات عن الجبهة، حيث انفصل عنها أحمد جبريل وأسس الجبهة الشعبية لتحرير فلسطين القيادة العامة، ونايف حواتمه عام 1968 الذي أسس الجبهة الديمقراطية لتحرير فلسطين، وبعده انشقت إثر الخلافات التي عصفت بالمؤتمر الثاني عام 1972 الجبهة الشعبية الثورية لتحرير فلسطين بقيادة محمد فرحان ويونس البجيرمي (أبو أحمد يونس)، وانحل هذا التنظيم عام 1973 وعاد بعض أعضائه إلى الجبهة الأم:440-444، كما انفصل وديع حداد بمجموعة العمليات الخارجية (الجهاز الخاص).:445

## منشورات الجبهة

### مجلة الهدف
مجلة الهدف هي لسان حال ومجلتها المركزية. تأسست مجلة الهدف عام 1969 خلفا لمجلة «الحرية» التي كانت مجلة حركة القوميين العرب وتحولت بعد انفصال مجموعة نايف حواتمة إلى مجلة الجبهة الديمقراطية لتحرير فلسطين. أسس المجلة وترأس تحريرها غسان كنفاني حتى اغتياله في تموز/يوليو 1972.
دوريات باللغة الإنكليزية:

### PFLP Bulletin
مجلة شهرية صدرت باللغة الإنكليزية من آذار/مارس 1979 إلى تشرين ثاني/نوفمبر 1983

### Democratic Palestine
مجلة باللغة الإنكليزية صدرت في دمشق لتحل محل النشرة الإنكليزية السابقة. تصدر بشكل غير منتظم